# Pieter Braecke
Pieter Braecke, voluit Petrus-Joannes Braecke (1858 – 1938), was een door de kunstgeschiedenis veronachtzaamde Belgische beeldhouwer. Pas aan het begin van de eenentwintigste eeuw kreeg hij erkenning.

## Levensloop[3]
Pieter Braecke werd 4 oktober 1858 geboren in Nieuwpoort als zoon van de wagenmaker Pieter Jakob (Petrus Jacobus) Braecke (1824-1885) en Sophie (Sophia Ludovica) Pauwels (1830-1925). In 1903 trad hij in het huwelijk met Elodea Romeo (1875-1971). Het huwelijk bleef kinderloos.
Vanaf 1898 werkte en woonde Pieter Braecke in Brussel, in de Troonsafstandsstraat nr 31. Hij woonde er tot zijn dood in een huis, ontworpen door Victor Horta en gebouwd in 1901, geklasseerd sinds 1997. In 1907 kocht hij een buitenverblijf in Nossegem dat hij deelde met Elodea’s verwanten, personeel en huurders en gasten.
Hij overleed op 10 november 1938 en werd in Nossegem begraven. Het schepencollege van Nieuwpoort, de burgemeester van Nossegem en Victor Horta brachten hem bij de begrafenis een laatste hulde.
Zijn grafmonument werd op initiatief van zijn weduwe en door de zorgen van Victor Horta opgericht in 1943.

## Opleiding en vorming
Pieter Braecke volgde tekenlessen in de Gemeentelijke Tekenacademie van Nieuwpoort en in 1868 won hij als tienjarige een eerste prijs voor tekenen in de regionale wedstrijd van Oost- en West-Vlaanderen.
In 1874 sloot hij zijn middelbare studies af in de École moyenne de l’État in Nieuwpoort en ging werken in het atelier van beeldhouwer Henry Pickery (1828-1894) in Brugge. Na zijn dagtaak volgde hij les aan de Stedelijke Academie voor Schone Kunsten van Brugge.
In de periode 1879-1883 volgde hij een opleiding – in het Frans – aan de Stedelijke Academie voor Schone Kunsten van Leuven.
In 1882, Pieter Braecke was toen 22 jaar, dong hij mee naar de prestigieuze Grote Prijs van Rome en verwierf – gedeeld met Isidore De Rudder – een tweede prijs met medaille en diploma.
Omstreeks 1884 ging hij in Sint-Gillis bij Brussel aan de slag in het atelier van de Franse ornamentist Houtstont (1832-1912).
Van 1885 tot 1889 werkte hij in het atelier van Paul De Vigne, de beeldhouwer die een blijvende invloed zou hebben op zijn stijl en eclectische kunstopvatting.

## Artistieke loopbaan
Vanaf 1898 werkte Pieter Braecke zelfstandig in zijn eigen atelier in Sint-Joost-ten-Node.
In 1892 nam hij deel aan het eerste Salon Pour l'Art Het eerste Salon Pour l'Art is een reactie van de jonge beeldende kunstenaars tegen de “platitude et la banalité des Salons officiels”, de platvloerse en banale officiële salons.

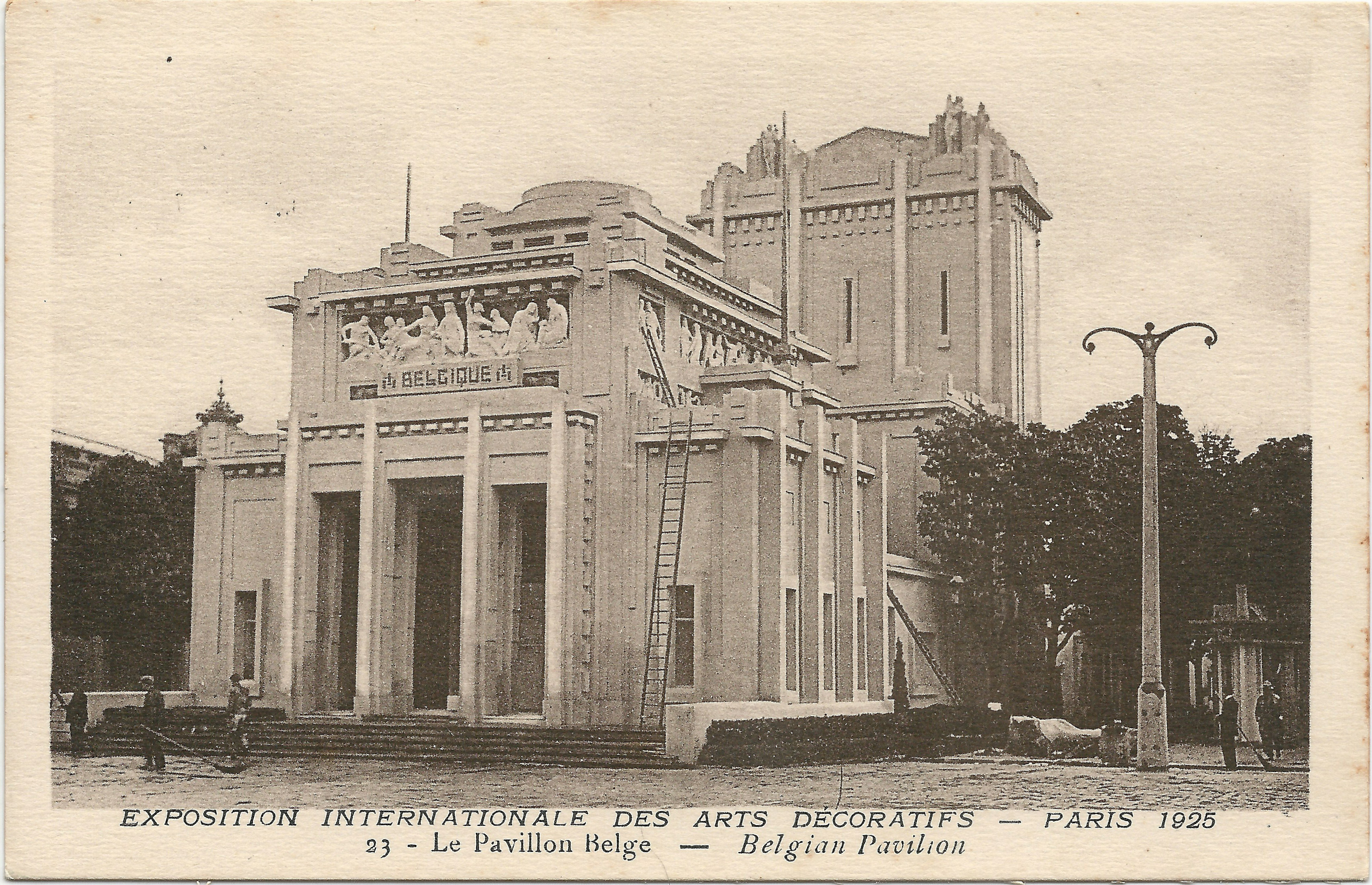
Het Belgische paviljoen op de Wereldtentoonstelling van 1925, met het fries van Braecke.

Voor de internationale tentoonstelling van Turijn in 1902 maakte hij vier vrouwenfiguurtjes die een van de meubels in de Hortazaal versierden.
In augustus 1903 volgde Pieter Braecke Georges Houtstont op als leraar aan de Gemeentelijke Tekenschool van Sint-Joost-ten-Node. Tijdens een eerste congres over het kunstonderwijs in Bergen op 14 september 1930 zou hij getuigen van zijn vooruitstrevende didactische en pedagogische activiteiten.
In 1906 leverde hij bijdragen voor het Belgische paviljoen op de Internationale Wereldtentoonstelling van Milaan: een beeld van Sint-Michiel en allegorische voorstellingen van De Natuur, De Bezieling, Het Gevoel, De Beeldhouwkunst, De Schilderkunst, De Roem. Vele van die beelden en reliëfs zijn verloren gegaan. Van enkele zijn de gipsmodellen bewaard.
Voor de Wereldtentoonstelling van Brussel 1910 ontwierp Pieter Braecke beeldengroepen waarvan alleen foto’s en schetsen overgebleven zijn.
Na de Eerste Wereldoorlog schiep de grote vraag naar oorlogsgedenktekens een welkome bron van inkomsten.
Voor de Belgische deelname aan de Exposition Internationale des Arts Décoratifs et Industriels Modernes van Parijs in 1925 maakte hij een fries die de sierkunsten verbeeldde. Het werk ging verloren.

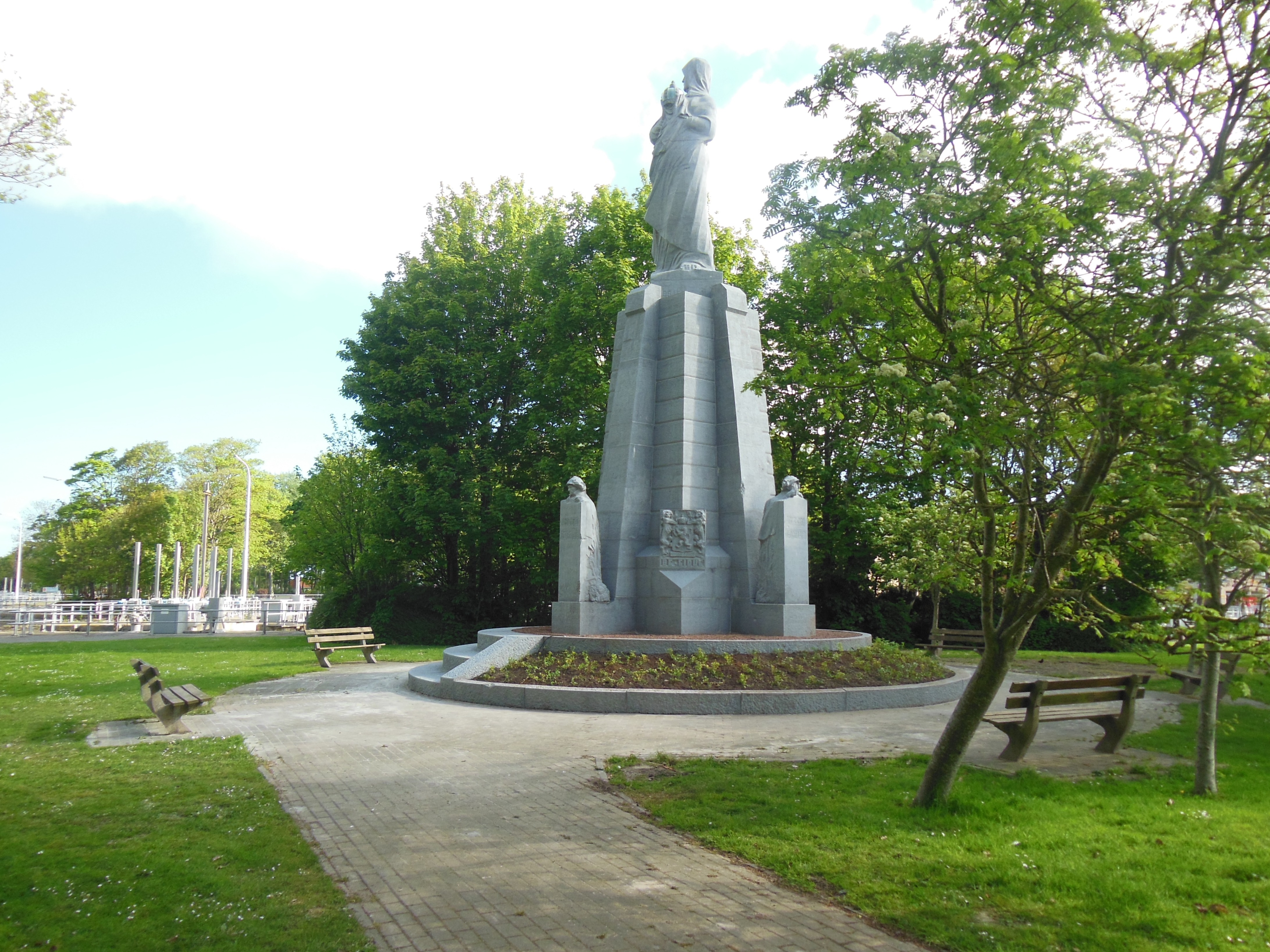
Het IJzermonument

Het IJzermonument in Nieuwpoort, een imposant gedenkteken van de Slag aan de IJzer, ontworpen in samenwerking met Victor Horta, werd onthuld op 26 oktober 1930.
Voor de Wereldtentoonstelling van Brussel 1935 creëerde hij een monumentale beeldengroep die het jaar 1830 symboliseert.
Tijdens zijn laatste levensjaren wijdde hij zich aan de teken- en schilderkunst.
In 1928 bracht Pieter Braecke zijn erediploma’s, onderscheidingen, medailles en talrijke gipsmodellen over naar zijn geboortestad Nieuwpoort voor de inrichting van het Museum Pierre Braecke.

## Werken
Pieter Braecke realiseerde in opdracht van particulieren en openbare besturen een groot en gevarieerd eclectisch oeuvre: beelden, bustes, reliëfs, medaillons, gedenkplaten chryselefantiene beeldjes en kleinere gebruiksvoorwerpen.

### Vormentaal[17]
Pieter Braecke kan niet eenduidig ingedeeld worden bij een bepaalde kunststroming. Zijn werk vertoont kenmerken van art nouveau, symbolisme, realisme, expressionisme. Het is in het algemeen eclectisch met een voorkeur voor allegorische verwijzingen.

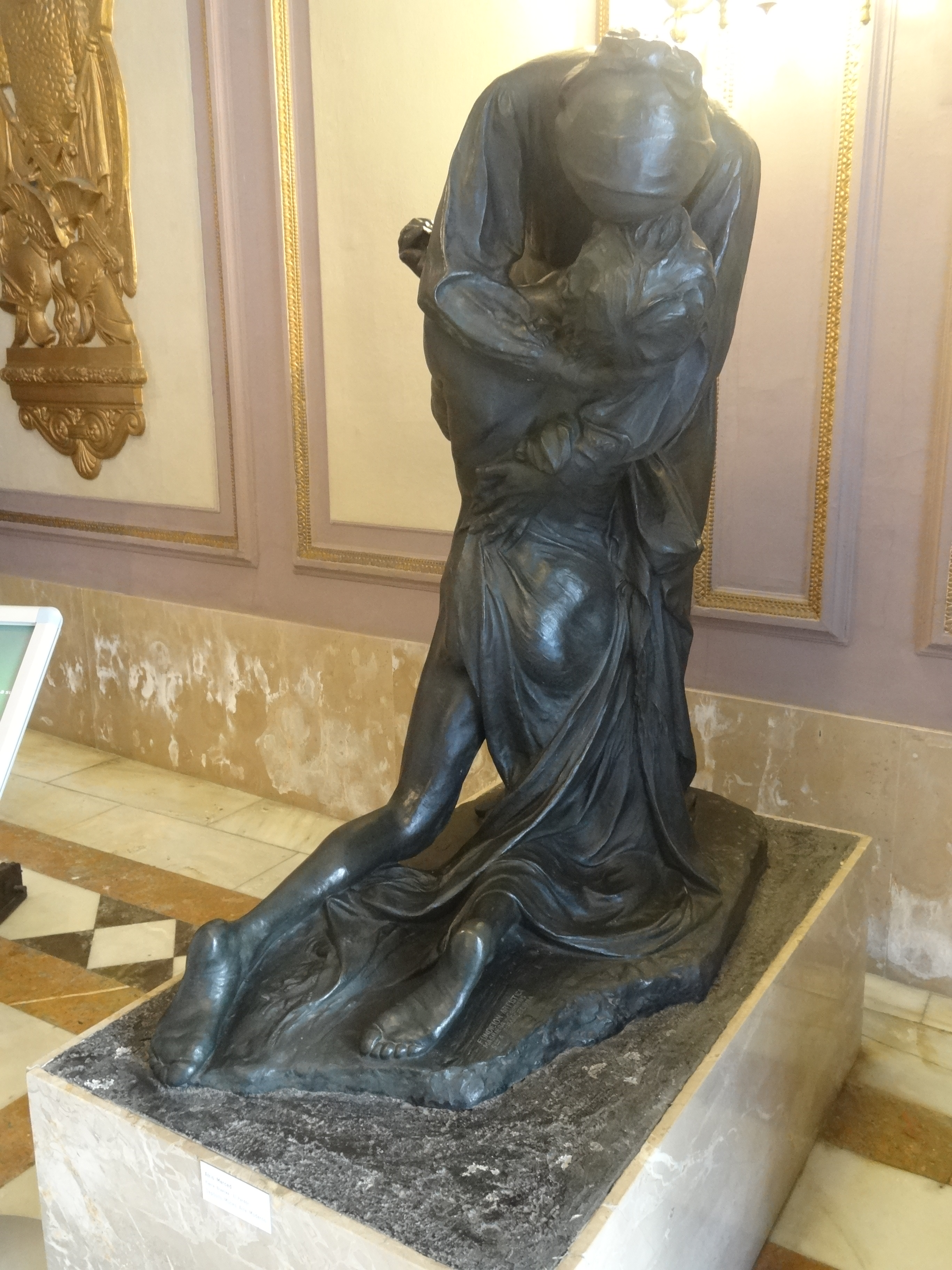
De vergiffenis, brons, in het Museu Nacional d’Art de Catalunya

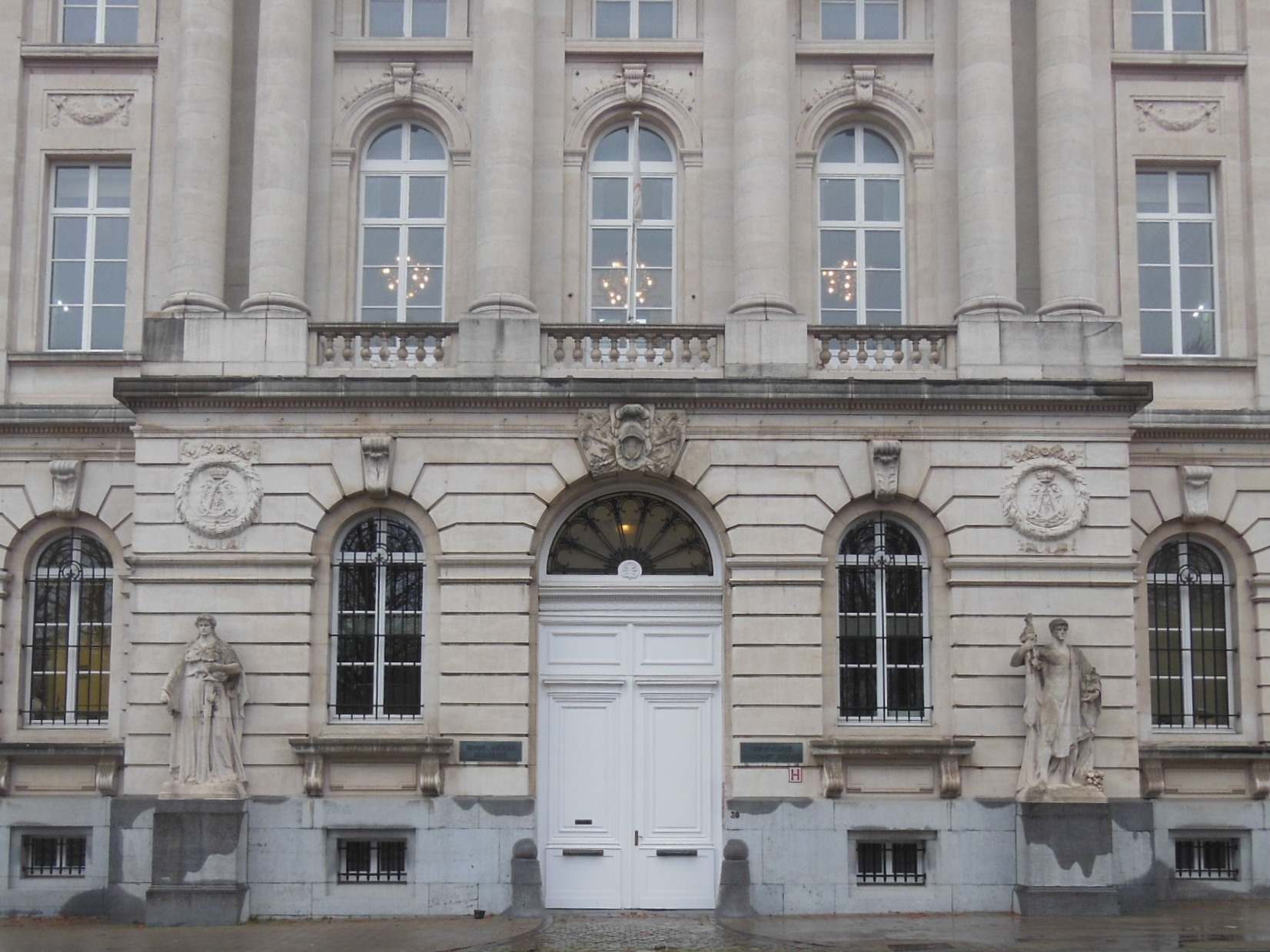
Beelden van de Romeinse godheden Mars en Minerva flankeren de inkom van de Koninklijke Militaire School, België

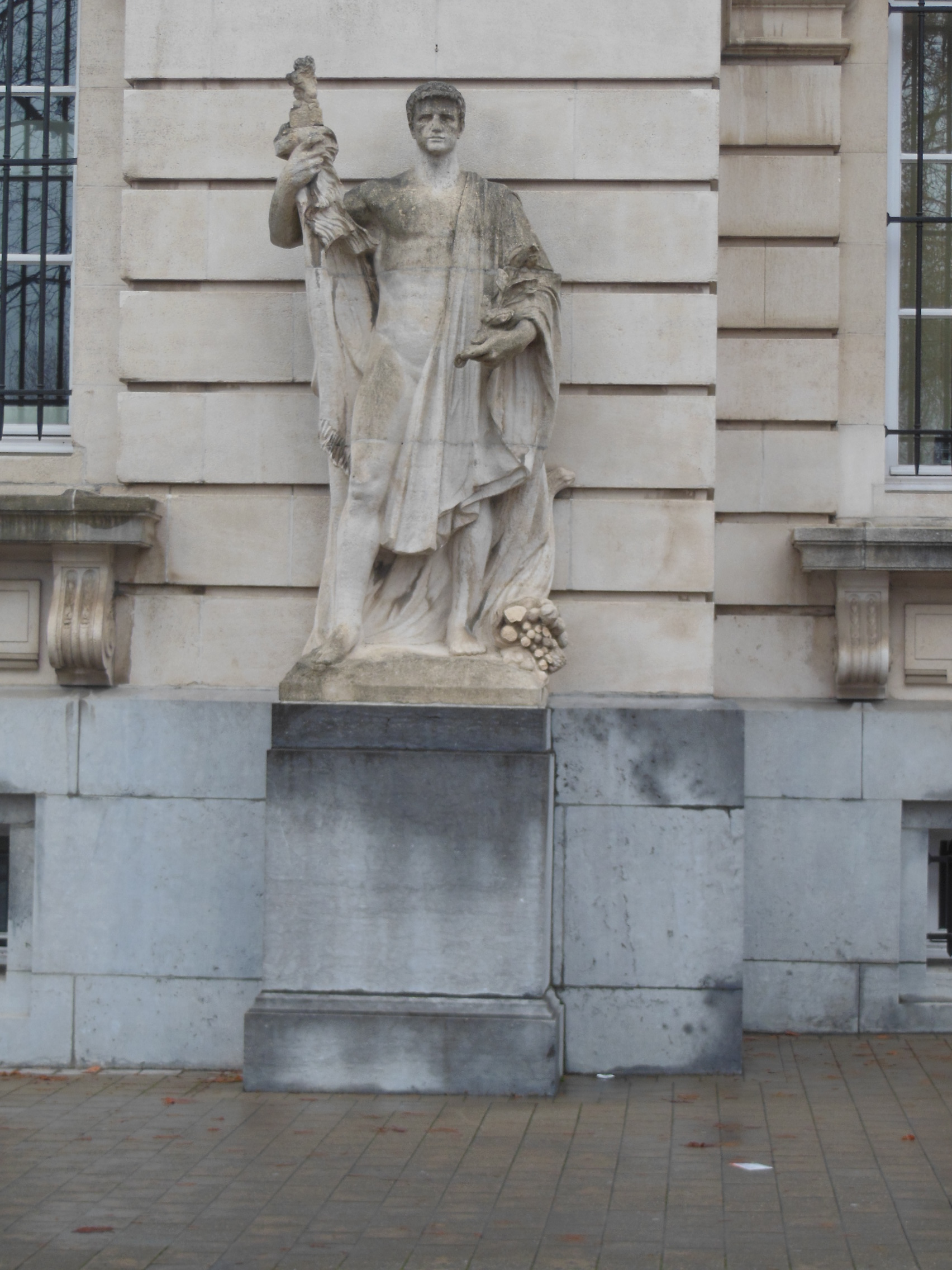
Met de rechterhand omhelst Mars een vlag bekroond door een leeuw; in de linkerhand houdt hij een (vermoedelijke) lauwertak.

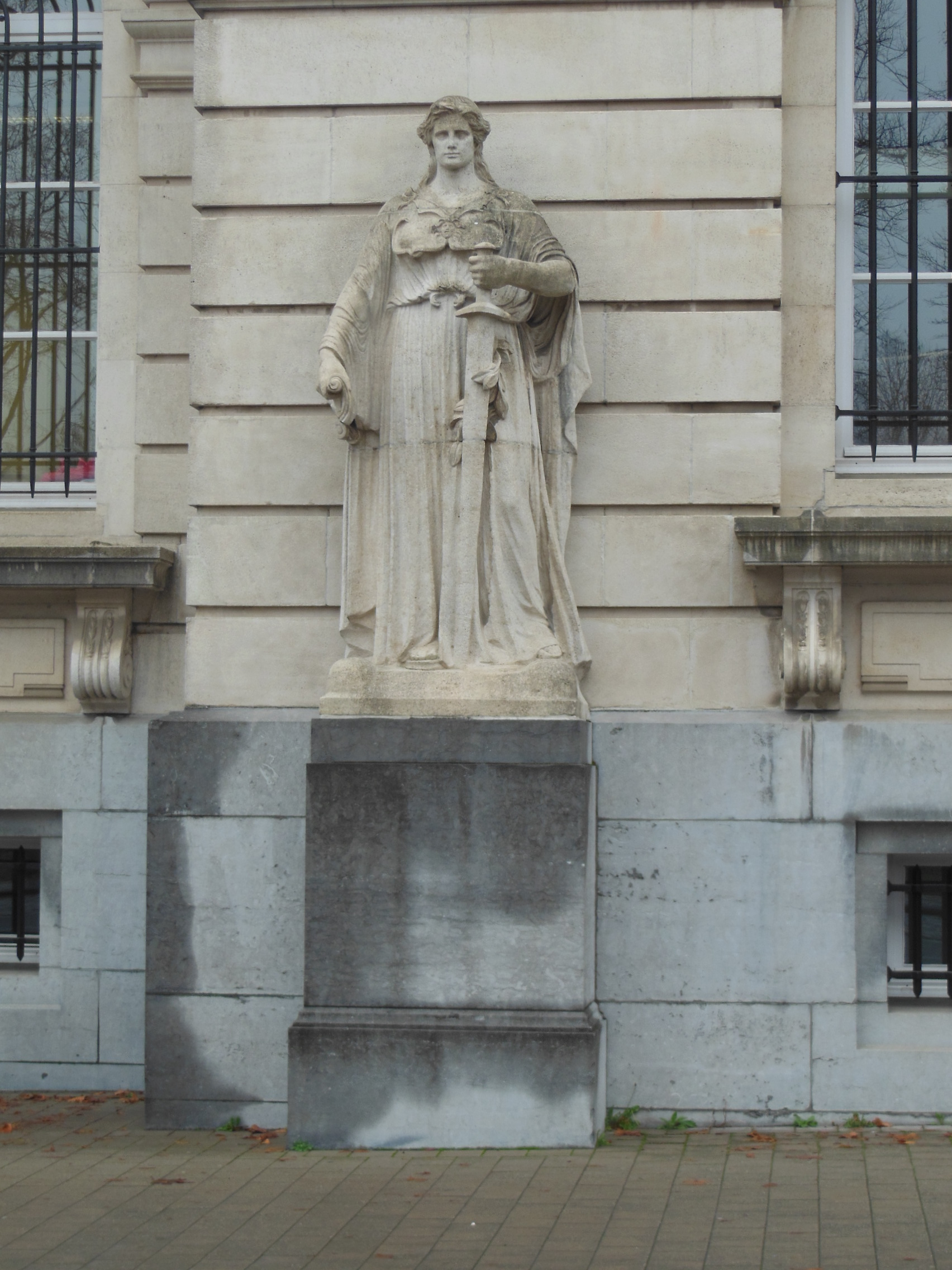
Met de linkerhand houdt Minerva een zwaard dat omkranst is door vermoedelijk een lauwertak.

### Musea[19]
- Brussel, Koninklijke Musea voor Schone Kunsten van België
  - Le Pardon of De vergiffenis; beeldengroep, marmer; 1893
  - Buste Camille Lemonnier; graniet van de Vogezen; 1929
- Brussel, Koninklijke Musea voor Kunst en Geschiedenis
  - Chryselefantijnen beeldje, 1897
- Barcelona (Spanje), Museu Nacional d’Art de Catalunya
  - Le Pardon of De vergiffenis; beeldengroep, brons, 1906
- Glasgow (Schotland), Kelvingrove Art Gallery and Museum
  - Femmes de Pêcheurs of Vissersvouwen(Wives of Fishermen); groep, marmer; 1921, (oorspronkelijk werk: 1901)
- Milaan (Italië), Galleria d’Arte Moderna
  - Buste La West Flamande, (De Westvlaamse), glimlachende jonge vrouw, graniet van de Vogezen[20]
- New York (U.S.A.), American Numismatic Society Collection
  - Medaillon Léon Fourdin, brons

### Kerken[21]
- Église Saint-Georges Salbris (Frankrijk)
- Preekstoel, art nouveau; sculpteerwerk in hout; 1900-1901
- Sint-Jozefskerk, Oostende
  - Reliëfs voor de timpanen van de neogotische kerk; 1900
- Sint-Petrus-en-Pauluskerk, Oostende
  - Beelden van de evangelisten; 1904[22]
- Onze-Lieve-Vrouw van de Zavelkerk, Brussel
  - Drie beelden: Het Geloof, De Hoop en De Liefde; 1931
- Abdij van Orval
  - Een levensgroot Mariabeeld op het Maria-altaar

### Openbare gebouwen[23]

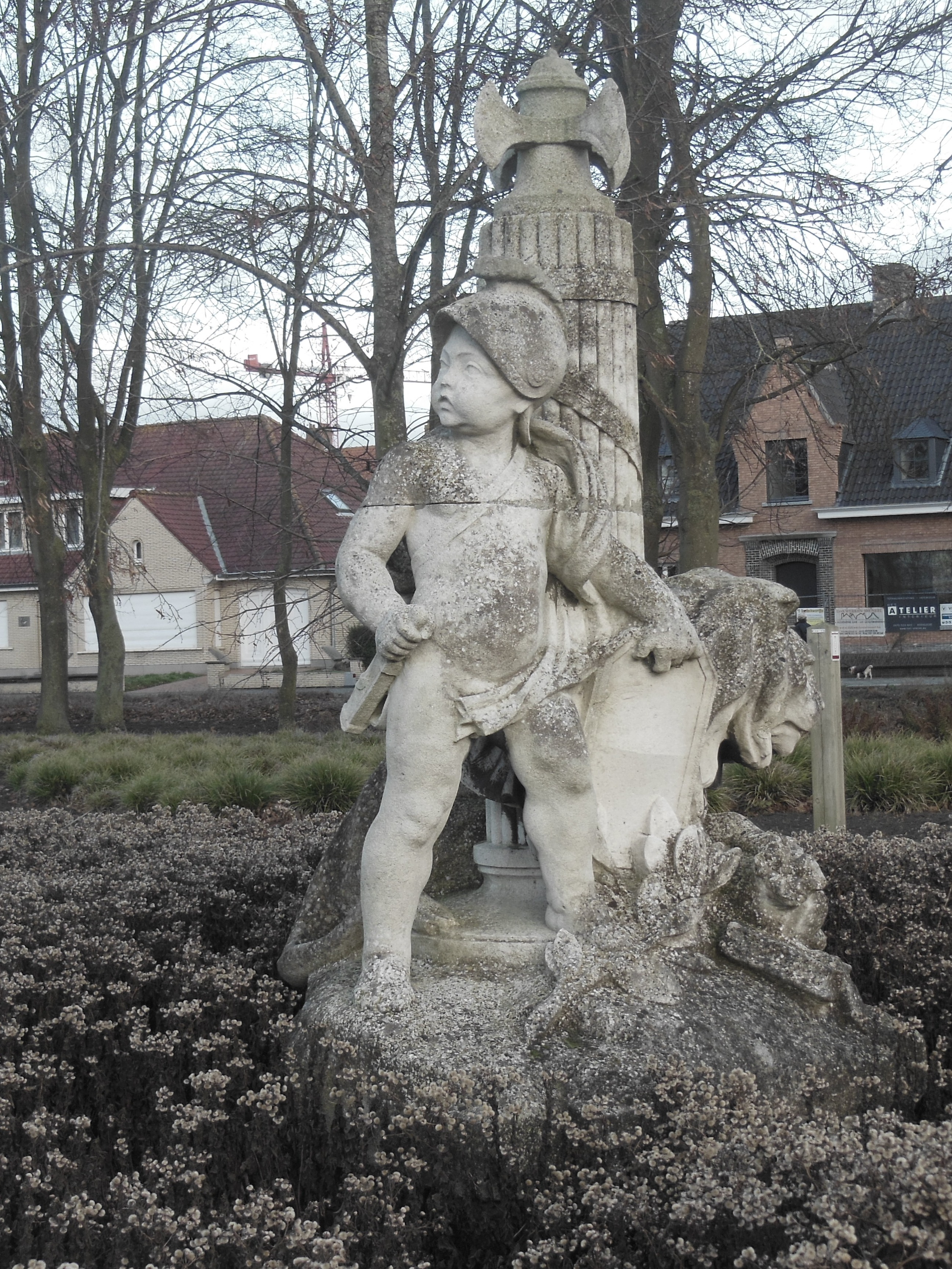
Allegorische beeldengroep van de Nationale Bank van België in Nieuwpoort

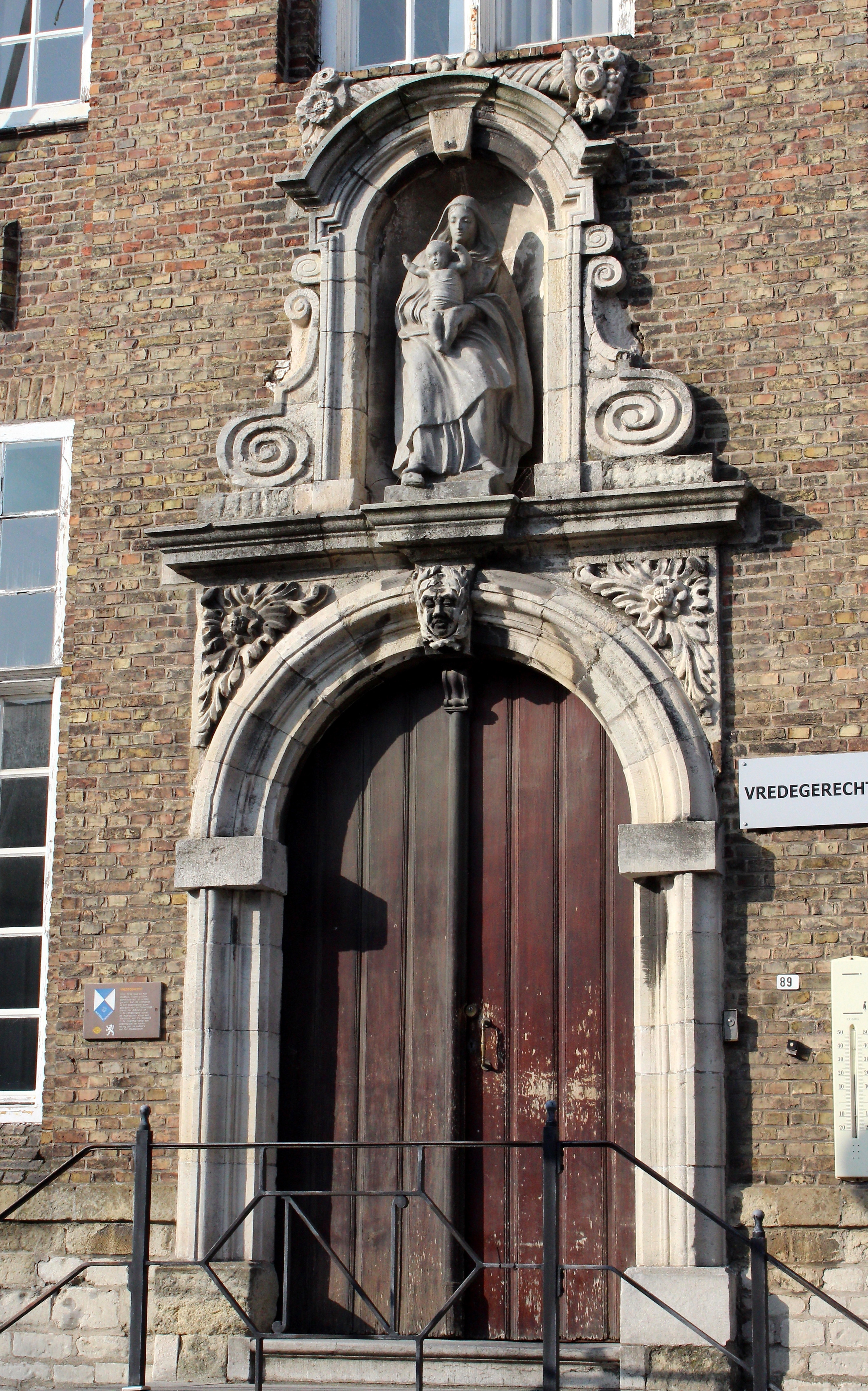
Vredegerecht, Nieuwpoort; replica van 1988 van het mariabeeld met kind van 1928

- Stadhuis van Brussel, op de gevel aan de Karel Bulsstraat; 1886
  - Beeld van Hendrik de Bloeyere; 1888
  - Beeld van een man met een zwaard, Schermer  genoemd; 1886

- Stadhuis van Brussel
  - Buste van Emmanuel van der Linden; 1930
  - Buste van André-Edouard Jolly; 1930

- Koninklijk Museum voor Schone Kunsten Antwerpen
  - Buste van Domenicus De Waghemaeker, gips; 1891

- Koninklijk Paleis van Laken
  - Emblemen en allegorische figuren op supraporta’s; 1893

- Stadhuis Sint-Gillis
  - Beeld De Volkshygiëne; 1904

- Triomfboog, Brussel
  - Twee liggende vrouwen voorstellende Wetenschap en Industrie in zwikken van de bogen; 1905

- Nationale Bank, Brussel
  - Allegorische beeldengroep van de Nationale Bank; 1900; (sedert 1955 in Nieuwpoort, Leopold II park)

- Koninklijke Militaire School, Brussel
  - Beelden van Mars en Minerva aan de ingang; 1909

- Vredegerecht, Nieuwpoort
  - Mariabeeld met kind; samengestelde steen; 1928. (Replica van 1988)[24]

### Burgerlijke gebouwen[25]
- Den Horen, Grote Markt 6, Brussel
  - De topbekroning van de gevel; 1902

- De Zwane, Grote Markt 9, Brusse
  - Medaillon boven het centrale deurvenster van de bel-étage; 1901

- Woning Lucien Solvay, Louizalaan 224, Elsene
  - Beeldengroep van drie vrouwen in de koetsdoorgang; 1903

- Woning en atelier van Horta, Amerikaanse straat 25 Sint-Gillis
  - Reliëfs in boogvelden; 1902[26]

- Atelierwoning van Emile Fabry, Sint-Michielskollegestraat 6, Sint-Pieters-Woluwe
  - Reliëfs boven de voordeur; terracotta[27]

### Herdenkingsmonumenten[28]

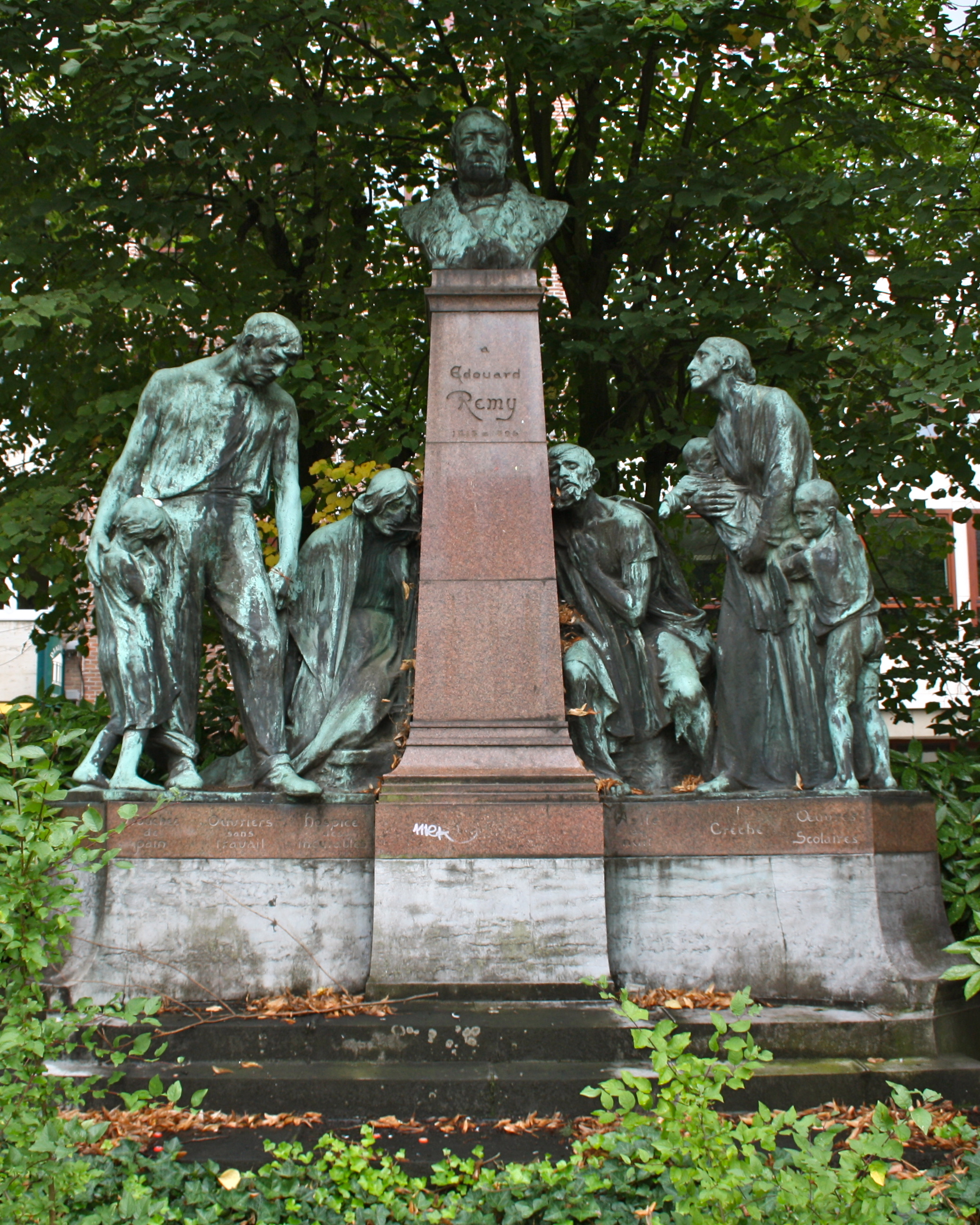
Monument van Edouard Remy

- Monument Jan Breydel en Pieter de Coninck, Brugge[29]
  - De bas-reliëfs op de sokkel; 1887.

- Monument Felix Van de Sande (1824-1890), Koekelberg
  - Buste, 1890; sedert 1953, in brons gegoten, op de Felix Van de Sande square.

- Monument Anspach (1829-1879), Brussel
  - Een ontwerp van Paul De Vigne en architect Emile Janlet; gerealiseerd door een team van kunstenaars waaronder Pieter Braecke; De Brouckèreplein; 1887.
- Monument Edouard Remy (1813-1890), Leuven
  - Buste van Edouard Remy op een sokkel van Victor Horta; realistische beelden van arme mensen; Hooverplein (voorheen Groenmarkt), 1899.[30][31]
- Monument Edouard Van Beneden (1846-1910), Luik
  - Een meer dan levensgroot beeld op de voorgevel van het Zoölogisch Instituut van Luik; brons; 1920.
- Monument Camille Lemonnier (1844-1913), Brussel
  - Een naakte liggende mannelijke figuur boven op een sokkel van Victor Horta met een reliëfportret van Lemonnier; ter Kameren (voorheen Louizalaan), 1922.[32]
- Monument Désiré de Haerne (1804-1890), Kortrijk
  - Een marmeren beeldengroep van Monseigneur Désiré De Haerne, omgeven door een soldaat, een non en een kind; een werk van Paul De Vigne van 1895 en na de Eerste Wereldoorlog gerestaureerd door Pieter Braecke; sedert 1951 op het De Haerneplein.[33]
- Monument François-Auguste Gevaert, (1826-1908) Brussel
  - Een witmarmeren buste op een zuil van architect Jean Hendrickx (1890-1933) in de voortuin van Brussels conservatorium; 1927.

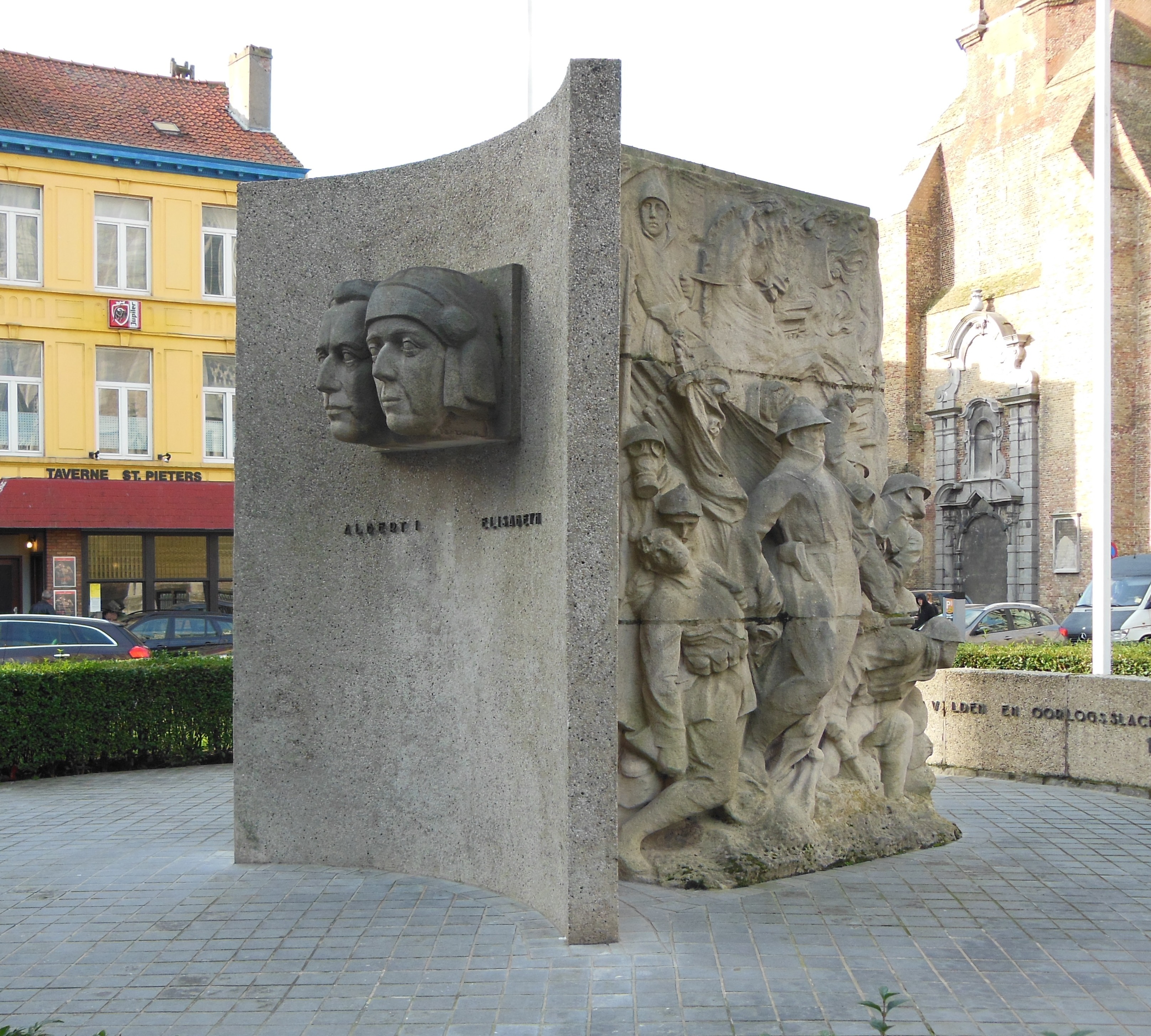
Oorlogsmonument van Oostende

### Oorlogsmonumenten[34]
Na de Eerste Wereldoorlog realiseerde Pieter Braecke een reeks oorlogsgedenktekens.
- Court-Saint-Etienne
  - Een bronzen vrouwenfiguur, symbool van de overwinning, op een sokkel in Euvillesteen, 1920.
- Opwijk
  - Beeld van een vrouw met een banderol vasthoudt met opschrift “Herdenkt onze helden”; de sokkel is van de architect Victor Creten; nieuwe begraafplaats van Opwijk, 1921.
- Ath
  - Een bronzen beeld van een Belgische soldaat die een laurierkrans ophangt aan een arduinen herdenkingsstele; Rue Ernest Cambier, 1921.
- Oostende
  - Een “Oorlogsmonument voor militaire en burgerlijke slachtoffers”, ontworpen door Pieter Braecke in samenwerking met de architect Victor Creten; oorspronkelijk een elf meter hoge monument bestaande uit een sokkel met reliëfs bekroond door het bronzen beeld van een Belgische soldaat; sedert het jaar 2000 zonder soldaat en met een gebogen wand met hoofden van Albert I en Elisabeth op een plantsoen naast de Pieters en Pauluskerk.[35]
- Aarschot
  - Een soldaat aan de voet van een herdenkingszuil; ontworpen door Pieter Braecke in samenwerking met de architect Victor Creten, 1923.[36]
- Nieuwpoort
  - Een treurende vrouw boven op een piramide van baksteengruis waarin voor elk slachtoffer een marmeren kruisje met zijn naam, 1925.[37]

- Nieuwpoort

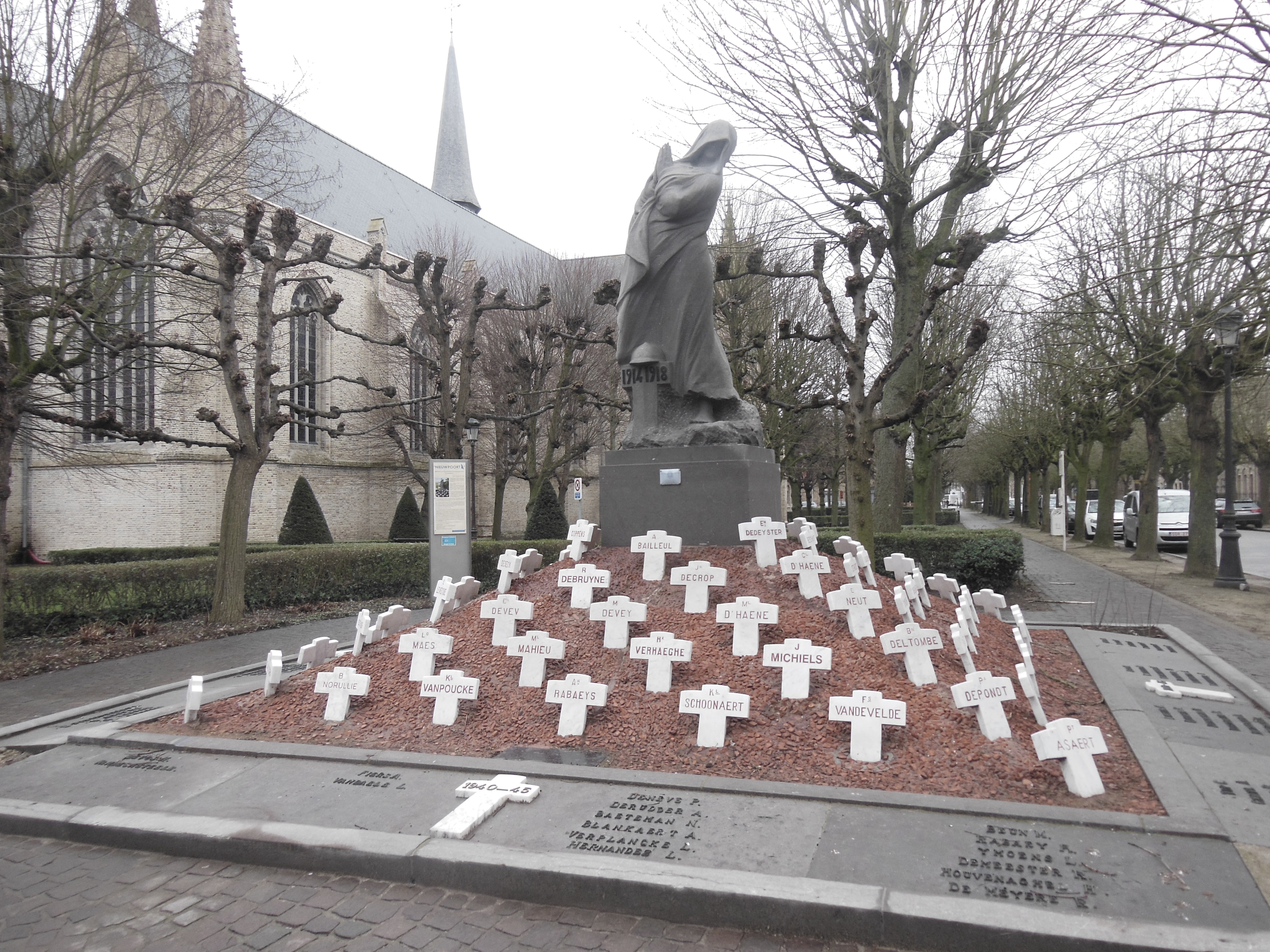
Stedelijk oorlogsgedenkteken van Nieuwpoort

  - Een vrouw in een gedrapeerd gewaad op een pyloon omgeven door vier monolithische soldaten; ontworpen door Pieter Braecke in samenwerking met Victor Horta, 1930.[38]
- Tongeren
  - Een sokkel, waaruit een hoge ranke stele oprijst met bovenop een groep kinderen, 1926.[36]
- Nossegem
  - Een 2,5 meter hoog beeld van een jeugdige vrouw op een sokkel met opschrift “Aan onze landverdedigers”; staat op het pleintje tussen de kerk en de pastorie, 1936.[39]

### Grafmonumenten[40]
- Peter Jakob Braecke (1824-1885), Nieuwpoort
  - Een portretmedaillon van Peter Jakob Braecke, de vader van Pieter Braecke, op het grafmonument van de ouders van de kunstenaar.
- Albert Vertongen (1849-1923) – Evelyn E.F. Pickance (1877-1925), Evere
  - Een 2,85 meter beeld van een staande vrouw voor in blauwe hardsteen, gekleed in een lange kapmantel.
- Peter-Jacob Gassée (1828-1908), Sint-Jans-Molenbeek
  - Een kubusvormige cyppe[41].met obelisk, bekroond met een gedrapeerde urn.
- Lucien Decunsel (1880-1913) – Lea Teirlinck (1884-1909), Sint-Jans-Molenbeek
  - Een witmarmeren hoge stele bekroond door het borstbeeld van een jonge vrouw; op een sokkel vóór de stele zit een kindje met uitgestrekte verlangende handjes; Lea Teirlinck was de jong gestorven zus van Herman Teirlinck.

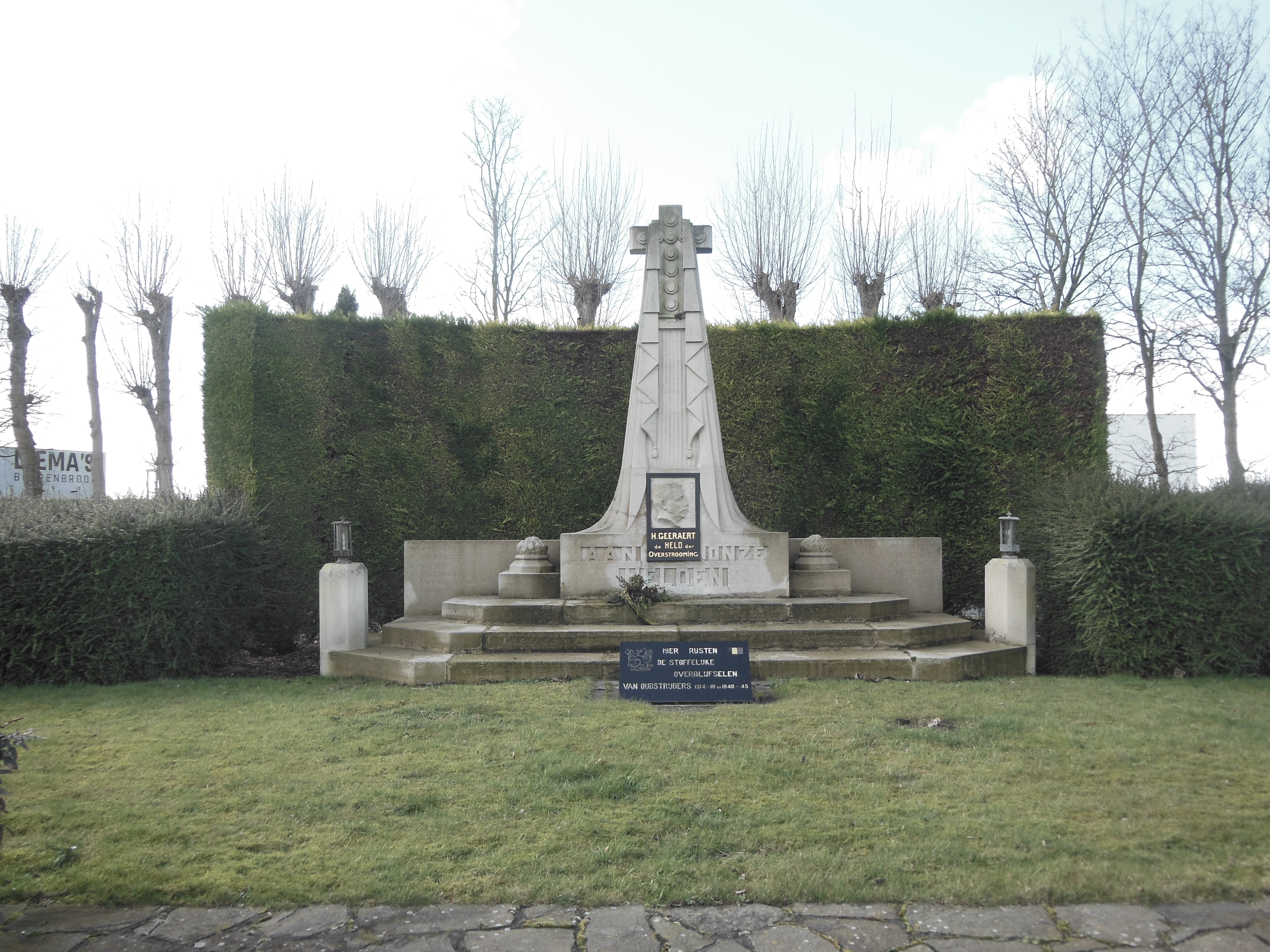
Portretmedaillon van Hendrik Geeraert

- Hendrik Geeraert (1863-1925), Nieuwpoort
  - Een kunststenen portretmedaillon op het monument op de stedelijke begraafplaats waar hij met andere oud-strijders werd bijgezet.[42]
- Guillaume Charlier (1854-1925) – Marie Agniez, Sint-Joost-ten-Node
  - Een beeld van een zwaar gedrapeerde vrouw aan wie een hoorn des overvloeds ontglipt.
- Felix Sohie (1841-1929), Hoeilaart
  - Een blauwhardstenen cippe met een piramidion met een bronzen portretmedaillon.
- Hendrik Filips Colassin (1867-1931), Sint-Joost-ten-Node
  - Een roodgranieten grafmonument met bronzen portretmedaillon omcirkeld met de woorden: DE MORGENDSTAR – aan hare VOORZITTER.
- Pieter Braecke (1858-1938), Nossegem
  - Een kleine stele met de initialen PB en een kind gevlijd tegen de torso van een oude pelgrim met een staf.[43]

### Verfraaiing van parken en steden[44]
- De Lente, Sint-Joost-ten-Node, Kruidtuin
  - Een hoogreliëf, van 1893 dat ondertussen verdwenen is; een gipsmodel werd teruggevonden in Nieuwpoort en gerestaureerd.
- De Winter, Sint-Joost-ten-Node, Kruidtuin
  - In brons gegoten beeld van een oude vrouw die gebukt gaat onder een bussel takken, gekend als de houtraapster of houthakster; 1897.
- April, Nieuwpoort
  - Een gipsmodel van een allegorisch tafereel 146 cm hoog en 156 cm breed werd zwaar beschadigd teruggevonden en gerestaureerd.
- Gratiën, Oostende
  - Op de Expositions des Beaux-Arts in Oostende van 1895 stelde Pieter Braecke zes projecten voor ter verfraaiing van de stad. Eén ervan, een beeldengroep de Gratiën in de tuin van het casino is verdwenen wanneer het casino in 1942 door de Duitse bezetter werd afgebroken.
- Vers l’Infini, ontwerp voor fontein
  - Een tweeëndertig centimeter hoge, in brons gegoten figurine van een vrouwelijk naakt genaamd Vers l’Infini die een versie is van een niet gerealiseerd project voor een fontein.
- Jeunesse, Park van Brussel
  - Een beeld van twee jonge meisje gekend als Folle jeunesse of Dolle jeugd of Blijde jeugd, Le Printemps Incessant of De nakende Lente. Een marmeren versie is in privébezit. Nieuwpoort bezit een gipsmodel.

### Overige werken in openbaar bezit[45]
- Bustes van bekende personen

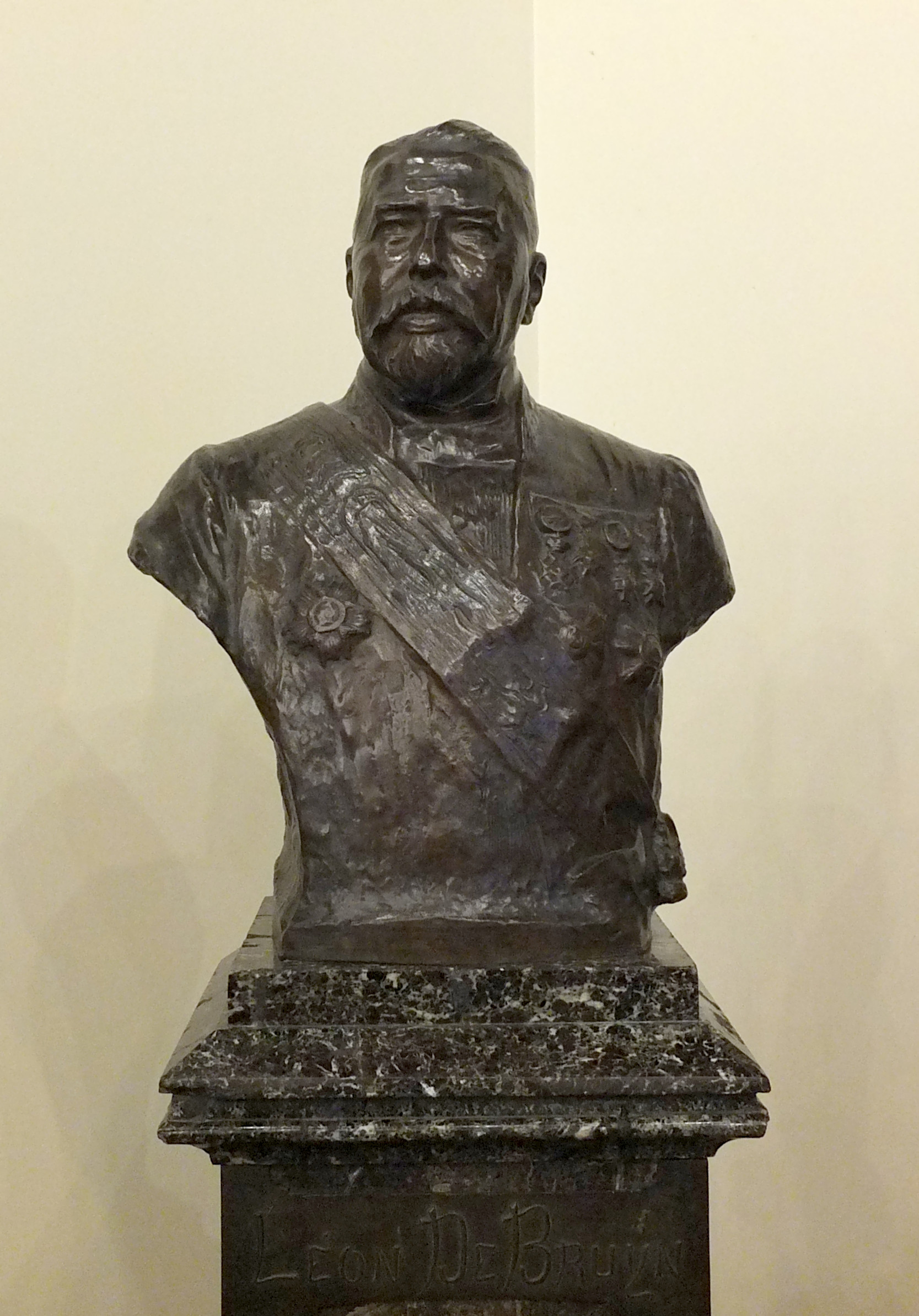
Buste van Leon de Bruyn

  - Priester Adolf Daens, brons, Aalst, Daensarchief.
  - Genoveva van Brabant, marmer, Antwerpen, Koninklijke Musea voor Schone Kunsten.
  - Jean-Joseph Thonissen, marmer, 1921, Brussel, Academiënpaleis.
  - Edmond Hendrickx, brons, Brussel, AMVB.
  - Felix Van de Sande (van het Vlaamsch Kunstverbond), brons, Brussel, AMVB.
  - Jan Van Droogenbroeck, gips, Schaarbeek, Huis der Kunsten.
  - Nestor de Tière, brons Antwerpen, AMVC letterenhuis.
  - Léon De Bruyn, brons, Dendermonde, Stedelijke Musea (S.M.D.).
  - Maria van Ackere-Doolaeghe, marmer, 1887, Openbare bibliotheek Diksmuide.
  - Maria van Ackere-Doolaeghe, marmer, 1896, Gent, Koninklijke Academie voor Nederlandse Taal- en Letterkunde (KANTL).
- Andere werken
  - Psyché, marmer, Elsene, Gemeentelijk Museum.
  - Walküre medaille, Sint-Gillis, Hortamuseum.
  - Een vrouwenbuste, brons, 1915, Bree, Medisch centrum Noord-Oost Limburg.
  - Buste, Lassitude of Vermoeidheid geheten, marmer, Leuven, voormalig Stedelijk Museum Vanderkelen-Mertens, thans M - Museum Leuven
  - Buste, Fleur du Brabant of De bloem van Brabant, marmer, 1903, Mechelen, Stedelijk Museum Hof van Busleyden.
  - Soldaat afkomstig van oorlogsmonument van Oostende, brons, 1922, Oostende, Stadsmuseum (voorheen Oostends Historisch Museum De Plate).
  - Bekronende kindergroep van het oorlogsmonument, gipsmodel, Tongeren, Stadhuis of stadsarchief.

### Werken in (oorspronkelijk) privébezit[46]
Het boek in referte somt een zestigtal werken op variërend qua onderwerp, materiaal, omvang, waaronder:
- L’Humanité of De Mensheid, beeldengroep, marmer, New Jersey (USA), was oorspronkelijk in Hôtel Aubecq, Louizalaan te Brussel.
- La Famille, beeldengroep in de trapzaal van de woning van Victor Horta, zes reliëfs voor de eetkamer en Kariatides in de tuin.
- Le Mâle, deel van het Camille Lemonnier monument, brons, ooit in het bezit van kunstverzamelaarster en galerijhoudster Jeanne Pipijn.
- Folle Jeunesse, groep, marmer, ooit in het bezit van kunstverzamelaarster en galerijhoudster Jeanne Pipijn.
- Soldat de l’Yser, buste, brons, ooit in het bezit van kunstverzamelaarster en galerijhoudster Jeanne Pipijn.

### Medailles en plaketten[47]
Pieter Braecke ontwierp behalve grote werken ook medailles en plaketten.
- Herdenkingsmedaille met Walküre, gemaakt naar aanleiding van de wereldcreatie, in het Frans, in de koninklijke Muntschouwburg in Brussel van Richard Wagners Ring der Nibelungen, 1903.
- Herinneringsmedaille ven de Stad Brussel voor organisatoren en deelnemers aan de feesten naar aanleiding van de 75ste verjaardag van de Belgische onafhankelijkheid in 1905.
- Medaille van het Landbouw Comice van Meysse,[48] zilver, 1906.
- Plaketten en medailles ter gelegenheid van de omvorming van de Kongo-vrijstaat naar Belgische kolonie in 1908.
- Plaketten en medailles ter gelegenheid van verjaardagen en markante momenten in het leven van publieke personen, juristen, geleerden en industriëlen, kunstenaars zoals Charles Graux en Paul Janson, Maurice Frison, Maurice Duché.
- Herinneringsmedaille van de Société hollando-belge des amis de la Médaille voor zijn leermeester Paul De Vigne, 1912.
- Huldebetoon voor oudstrijders en slachtoffers van de Eerste Wereldoorlog, in opdracht van Ligue Nationale du Souvenir, 1919.

### Schilderijen[49]
Braeckes nalatenschap als kunstschilder omvatte ruim zevenendertig grote en achtenveertig kleine schilderijen, vaak op triplex, met allegorische taferelen en vrouwelijke naakten. Met het perspectief en volumes van een beeldhouwer legde hij in zijn schilderijen dezelfde gevoelens als in zijn beeldhouwwerken. Achter de triplexpanelen in de boogvelden in de inkomhal van het stadhuis van Nieuwpoort zouden volgens voormalig stadsarchivaris Paul Bourgois, oorspronkelijke tekeningen van Braecke bewaard gebleven zijn.

### Museum Pierre Braecke[50]

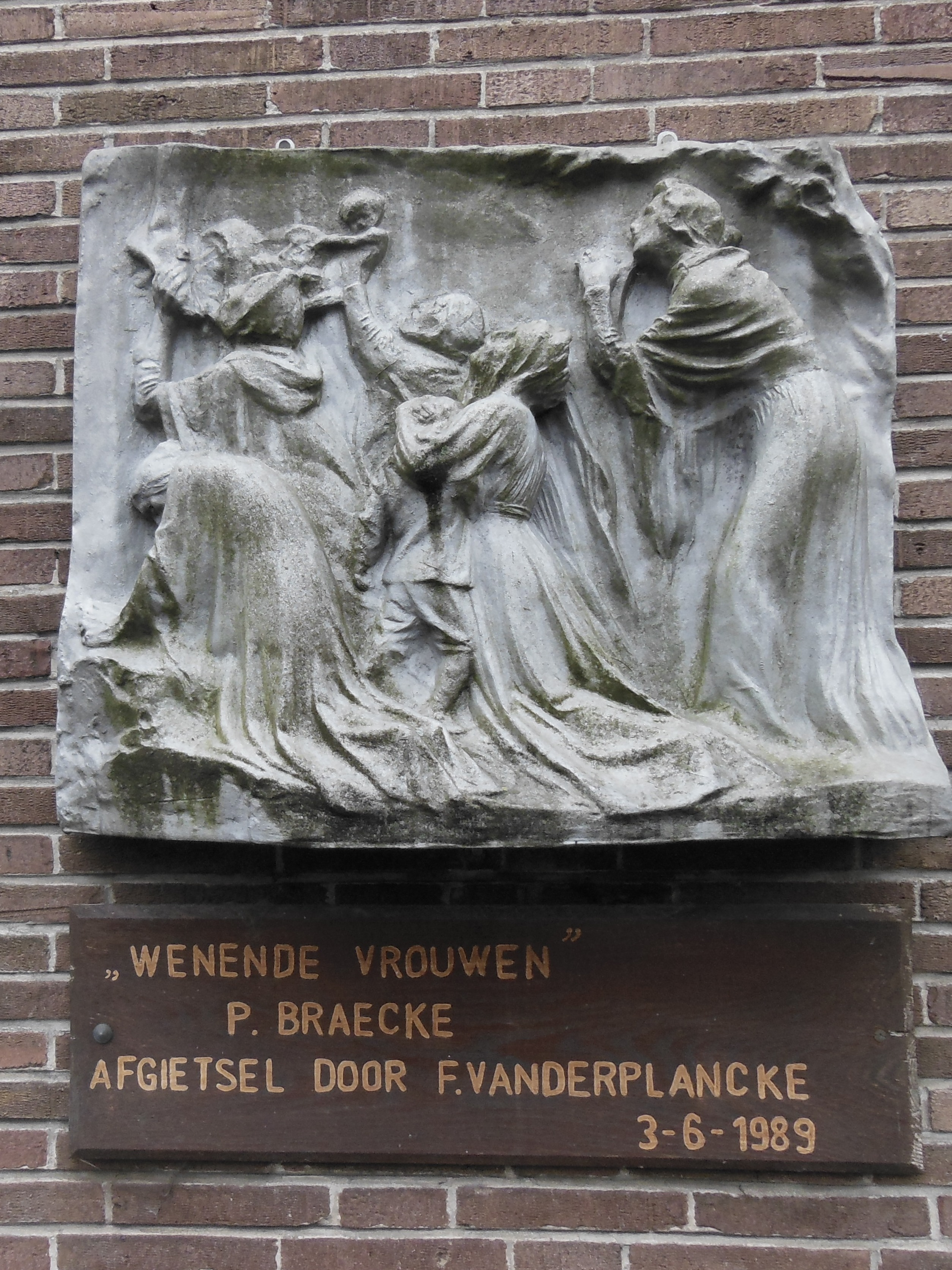
Afgietsel van een gips in Nieuwpoort

Pieter Braecke, zijn weduwe en familieleden schonken een aantal gipsmodellen aan zijn geboortestad Nieuwpoort voor de inrichting van het “Museum Pierre Braecke”. Het museum kende een woelig bestaan. De inhoud werd tijdens de Tweede Wereldoorlog beschadigd. Door gebrek aan interesse en aan geld en door veranderde esthetische inzichten werd het museum ontmanteld en het legaat verwaarloosd.
Begin van de eenentwintigste eeuw kreeg de erfenis van Pieter Braecke weer de erkenning die ze verdient. In 2010 publiceerde het Agentschap Onroerend Erfgoed van de Vlaamse Overheid een lijvige monografie: Pieter Braecke, beeldhouwer (1858-1938): Als de ziele luistert. Het boekwerk bevat ook een catalogus van honderdzesennegentig gipsmodellen, portretten, medailles, beelden en portretbustes die ooit geschonken werden aan de stad. Een derde van die werken bevindt zich in een gave tot vrij gave staat of zijn licht beschadigd. Een derde is ernstig beschadigd. Een derde is spoorloos, verdwenen, onherstelbaar beschadigd of vernield.

## Eerbetoon[53]
In 1910 werd Pieter Braecke erelid van de Koninklijke Academie voor Schone Kunsten van Milaan.
In 1922 werd hij lid van de Koninklijke Academie voor Schone Kunsten van Antwerpen.
In 1925 werd hij lid en in 1931 voorzitter van van de Koninklijke Academie voor Wetenschappen en Schone Kunsten van België, afdeling Schone Kunsten.
Vanaf 1926 zetelde hij in de Le Comité des salons, jury d’admission et de placement van de Société Royale des Beaux-arts voor de beeldhouwkunst en schilderkunst
Hij was afgevaardigde van de Koninklijke Academie voor Wetenschappen en Schone Kunsten van België bij het gemengd Comité voor de Kunstvoorwerpen van de Koninklijke Commissie voor Monumenten en Landschappen.
Hij was Commandeur in de Leopoldsorde (1928), Grootofficier in de Kroonorde (1934) (p45) en Commandeur in de Orde van Nichan El-Anouar
In de periode van 1880 tot 1935 werd Pieter Braecke vereerd met in totaal zevenentwintig medailles, onderscheidingen en diploma’s voor zijn medewerking aan tentoonstellingen en bouwwerken in Brussel, Brugge, Gent, Parijs, Luik, Keulen, Dresden, Venetië, Turijn, Milaan, Barcelona, Chicago, Saint-Louis (Louisiana).